# 라인하르트 셰어

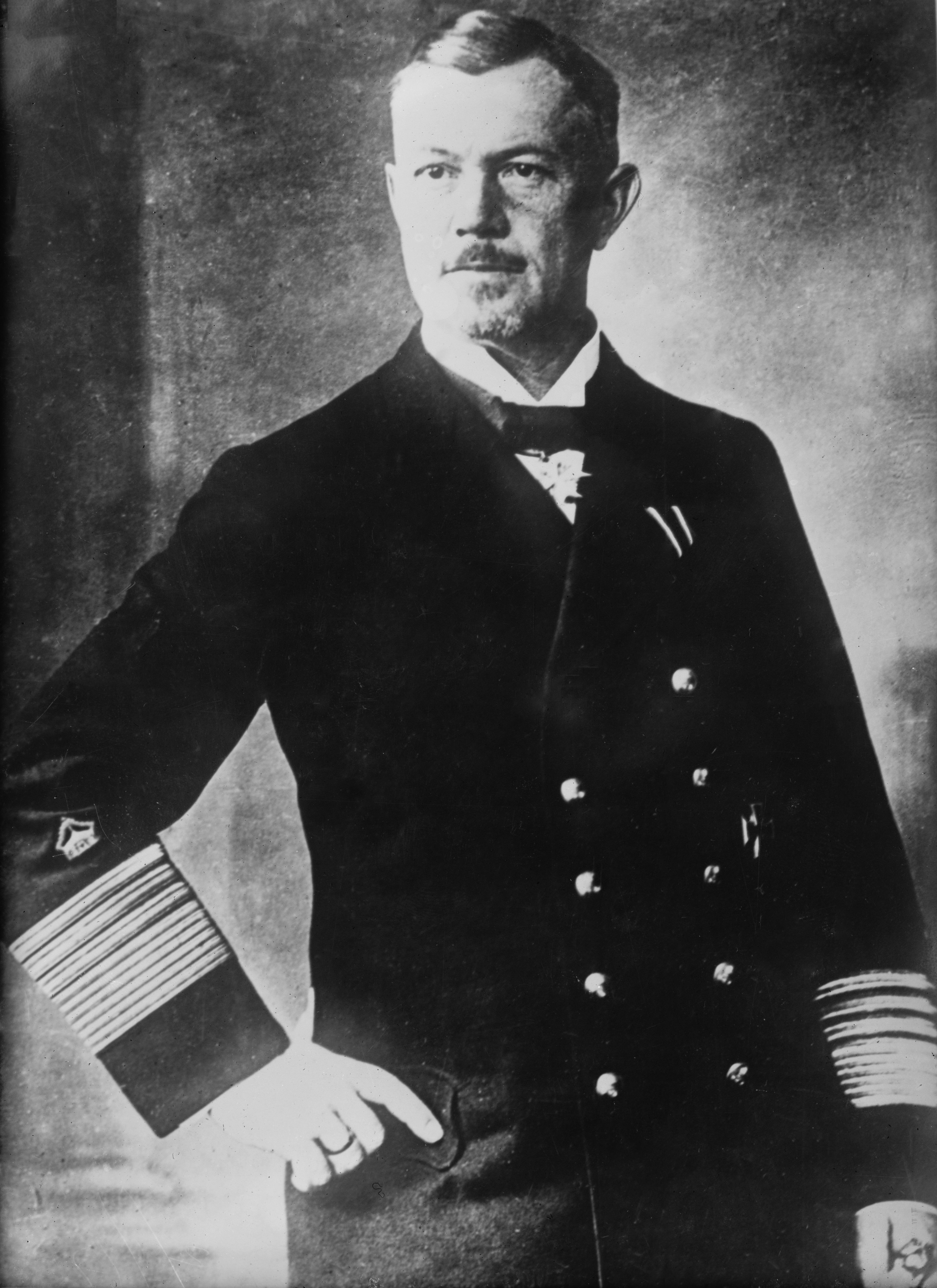
라인하드 세어

라인하드 세어(Reinhard Scheer, 1863 – 1928)는 독일 제국 해군의 제독이었다.
| 전임 (신설) | 제1대 해전지휘부장 1918년 8월 28일 – 1918년 11월 14일 | 후임 대제독 에리히 레더 |